# Ramphastos ambiguus
El tucán de pecho amarillo (Ramphastos ambiguus) es una especie de ave de la familia Ramphastidae, que se encuentra en Colombia, Ecuador, Perú, Venezuela, Costa Rica, Guatemala, Panamá .

## Hábitat
Vive en la canopia y los bordes bosque húmedo y el bosque de niebla, entre los 100 y 2.400 m de altitud.

## Descripción
Mide entre 53 y 56 cm de longitud y pesa entre 620 y 740 g. Su plumaje es principalmente negro con las puntas marrón desde la corona hasta la parte alta de la espalda; las plumas encima de la cola son de color crema; debajo de la cola de color rojo; pecho rojo. Pico de aproximadamente 18 cm de largo, un poco más corto en la hembra, con una línea negra alrededor de la base, verde viche o amarillento en el culmen haciéndose más ancho distalmente, presenta un triángulo negruzco sobre el resto de la maxila y sobre la mandíbula, a veces castaño cerca de la base. La piel de la cara es azul, verde pálido, o verde amarillento.

## Comportamiento
Son muy sociables. Rara vez se les encuentra solos y permanecen en pequeños grupos con una estructura familiar. Se les puede observar jugando con sus picos o lanzándose frutas pequeñas. A veces pueden congregarse hasta de 20 individuos.

## Alimentación
Su dieta es mixta, proporción principalmente frutas. También se alimenta de insectos y de algunos vertebrados como serpientes, lagartijas, pequeñas aves o mamíferos y roba huevos. Se alimenta generalmente en el dosel, aunque a veces desciende.

## Reproducción
Se reproduce entre marzo y julio. Construye el nido en una cavidad natural de madera, a una altura entre 7 y 27 m del suelo; la entrada es pequeña y apenas deja pasar las aves. La hembra pone de 2 a 4 huevos blancos y ambos padres incuban, alimentan a los polluelos y defienden el nido. La incubación dura 16 días y los polluelos abandonan el nido después de 47 días de nacidos.

## Genética
Por su aspecto externo se consideraba cercanamente relacionado con el tucán del Chocó (R. brevis), pero el estudio genético demostró que su pariente más cercano es el tucán de pico castaño (R. swainsonii), que algunos ahora consideran una subespecie como R. brevis swainsonii.